# Janvier 1954
Cette page présente les faits marquants du mois de janvier 1954.

## Évènements
- Syrie : manifestations violentes contre le régime dans les régions druzes et certaines villes comme Homs et Alep, soutenues par l’Irak. Des responsables israéliens proposent une intervention militaire. La répression est très dure, mais l’armée syrienne, inspirée par le colonel Malki, proche du Ba’th, se soulève.
- Égypte : affrontement entre Frères musulmans et militants du Rassemblement populaire fondé par Nasser. Ce dernier décrète la dissolution des Frères musulmans.

- 10 janvier : crash d'un De Havilland Comet de la British Overseas Airways Corporation (BOAC) en Méditerranée ; 35 morts. Tous les Comet de la BOAC sont alors cloués au sol pour vérification.

- 15 janvier : fondation de l’université de Lovanium au Congo belge.

- 16 janvier :
  - France : début de la Présidence de René Coty, (fin au 8 janvier 1959);
  - France : fin du premier gouvernement Laniel;
  - France : début du second gouvernement Laniel.

- 17 janvier, (Formule 1) : Grand Prix automobile d'Argentine.

- 18 janvier, (Formule 1) : Grand Prix automobile d'Argentine.

- 21 janvier : à Grenade, des membres de la Phalange manifestent en faveur de la restitution de Gibraltar à l’Espagne.

- 22 janvier, France : organisation du premier tiercé hippique, une invention d'André Carrus (1898-1980). Le pari est organisé dans la cinquième course, le prix d'Uranie.

- 25 janvier : le sultan du Maroc destitué Sidi Mohammed ben Youssef est transféré de Corse à Madagascar.

- 25 janvier - 18 février : conférence de Berlin, annonçant la Conférence de Genève.

## Naissances
- 1er janvier : Bob Menendez, Homme Politique américain et sénateur des États-Unis pour le New Jersey depuis 2006.
- 2 janvier : 
  - Antón Lamazares, peintre espagnol.
  - Évelyne Trouillot, écrivain haïtien.
- 4 janvier : Peter Seiffert, ténor allemand spécialisé dans le répertoire allemand († 14 avril 2025).
- 5 janvier : Michel Bensoussan, footballeur français.
- 6 janvier : 
  - Krzysztof Majchrzak, musicien, compositeur polonais.
  - Ali Ghediri, Homme politique Algérien.
- 7 janvier : Vincent Bouilliez, Directeur, Père de famille...et quelle famille belge.
- 8 janvier : Sylvie Germain, écrivaine et philosophe française.
- 11 janvier : François Compaoré, homme politique burkinabé.
- 13 janvier : 
  - Céline Monsarrat, actrice française de doublage
  - Željko Mijač, footballeur croate († 14 février 2022).
- 16 janvier : Morten Meldal, chimiste danois.
- 17 janvier : Robert Francis Kennedy Jr., avocat et homme politique américain.
- 20 janvier : Ken Page, acteur et chanteur américain († 30 septembre 2024).
- 21 janvier : Idrissa Ouedraogo, réalisateur burkinabé († 18 février 2018).
- 29 janvier : 
  - Mooji, maître spirituel jamaïcain.
  - Oprah Winfrey, animatrice de télévision et productrice américaine.
- 30 janvier : José Antonio Campuzano, matador espagnol.